# Paolo Uccello
(frase di Paolo Uccello riportata da Giorgio Vasari)
Paolo di Dono, ovvero Paolo Doni, detto Paolo Uccello (Pratovecchio, 15 giugno 1397 – Firenze, 10 dicembre 1475), è stato un pittore e mosaicista italiano.

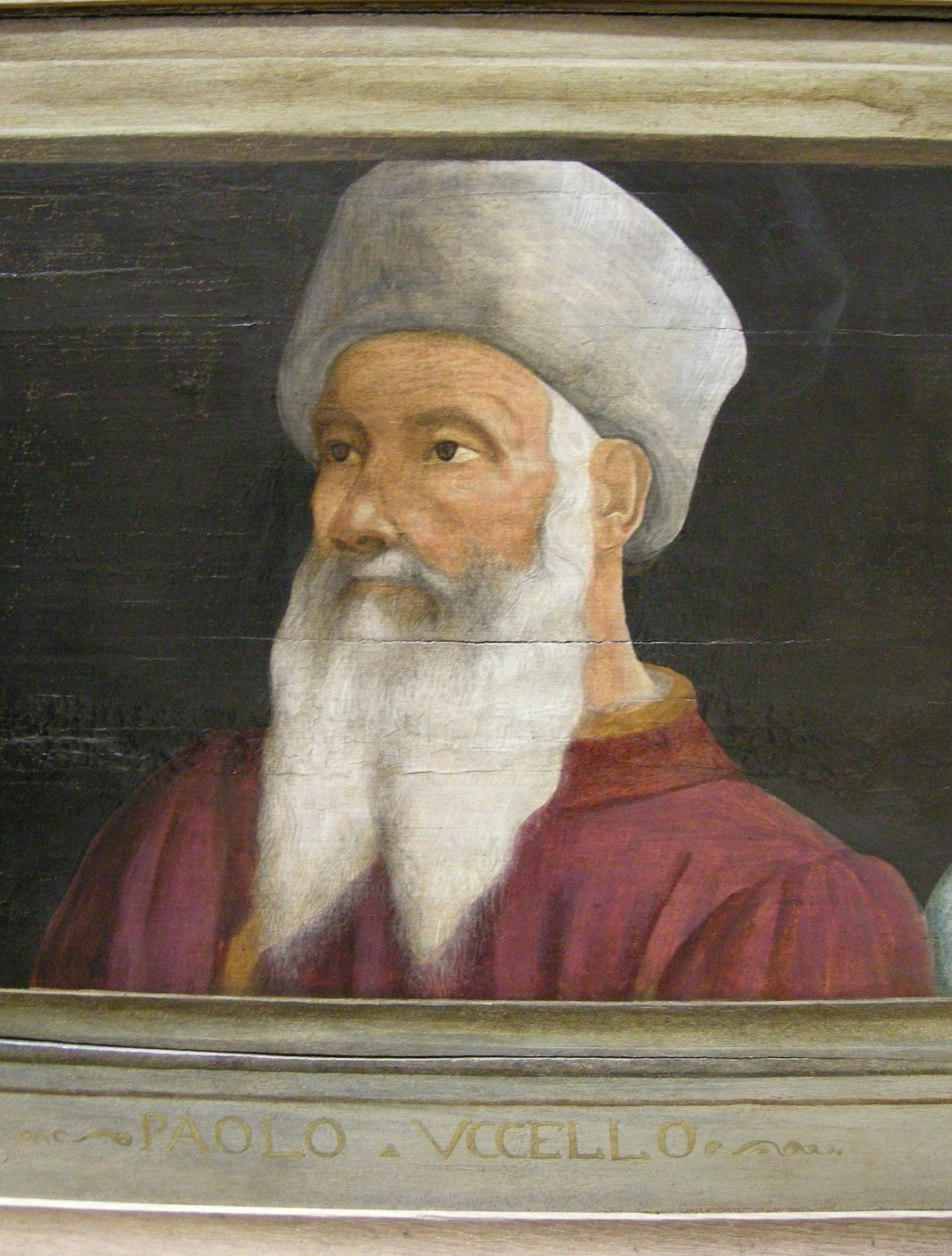
Ritratto di Paolo Uccello sulla tavola lignea "I fondatori dell'arte fiorentina", opera attribuibile allo stesso Paolo Uccello, XVI secolo, Louvre

Battaglia di San Romano, pannello agli Uffizi

Fu tra i protagonisti della scena artistica fiorentina della metà del XV secolo.
Secondo quanto racconta Giorgio Vasari nelle sue Vite, Paolo Uccello «non ebbe altro diletto che d'investigare alcune cose di prospettiva difficili e impossibili», sottolineando il suo tratto più immediatamente distintivo, cioè l'interesse, quasi ossessivo, per la costruzione prospettica. Questa caratteristica, unita con l'adesione al clima fiabesco del gotico internazionale, fa di Paolo Uccello una figura di confine tra i due mondi figurativi, secondo un percorso artistico tra i più autonomi del Quattrocento.
Secondo Vasari, fu soprannominato "Paolo Uccello" perché amava soprattutto dipingere animali, e in particolare gli uccelli: avrebbe amato dipingerli per decorare la propria casa, non potendo permettersi animali veri.

## Biografia

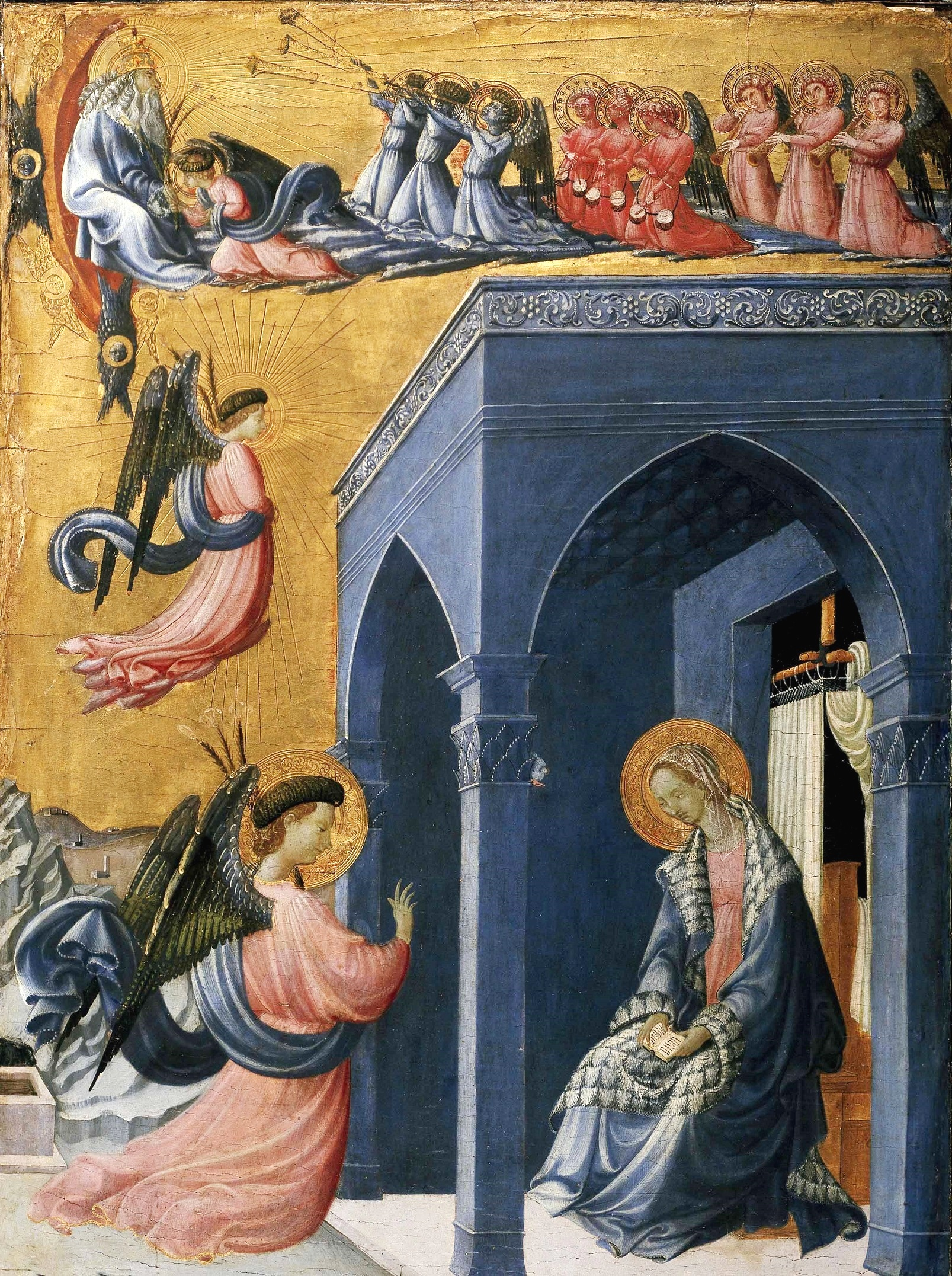
Annunciazione, una delle più antiche opere attribuite a Paolo Uccello, Ashmolean Museum, Oxford

### Formazione alla bottega di Ghiberti
Era figlio di un chirurgo e barbiere, Dono di Paolo di Pratovecchio, cittadino fiorentino dal 1373, e della nobildonna Antonia di Giovanni del Beccuto. Il padre apparteneva a un casato benestante, i Doni, che fra Tre e Quattrocento avevano dato otto priori, mentre la madre era di una famiglia di nobili feudatari, che aveva le proprie case nei dintorni di Santa Maria Maggiore, chiesa in cui i Del Beccuto possedevano tre cappelle che fecero decorare (una delle quali dallo stesso Paolo). La portata al catasto del 1427 lo ricorda trentenne, per cui dovette nascere nel 1397.
Ad appena dieci anni, dal 1407 e fino al 1414 fu, assieme a Donatello e altri nella bottega di Lorenzo Ghiberti, impegnato nella realizzazione della porta nord del Battistero di Firenze (1403-1424). Scorrendo il libro delle paghe dei garzoni del Ghiberti, si nota che Paolo dovette lavorare per due periodi distinti, uno di tre anni e uno di quindici mesi, in cui ebbe un graduale aumento della paga, il che fa pensare a una crescita professionale del giovane. Nonostante l'apprendistato alla bottega di uno scultore, non è nota nessuna sua statua o bassorilievo; era comune invece per pittori affermatisi in seguito essere stati avviati alla pratica artistica presso scultori o orefici, poiché lì potevano coltivare l'arte del disegno, che è alla base di qualsiasi produzione artistica. Dal Ghiberti dovette apprendere quel gusto per l'arte tardo gotica che fu una delle componenti fondamentali del suo linguaggio. Si trattava di stilemi legati al gusto lineare, all'aspetto mondano dei soggetti sacri, alla raffinatezza di forme e movenze e all'attenzione verso i dettagli più minuti, all'insegna di un naturalismo ricco di decorazioni.
In questo periodo nacque l'uso del soprannome "Uccello" dovuta all'abilità nel riempire i vuoti prospettici con animali, in particolare uccelli. Iscritto alla Compagnia di San Luca nel 1414, si immatricolò il 15 ottobre dell'anno successivo all'Arte dei Medici e Speziali, quella che comprendeva i pittori di professione.
Le opere di questi anni sono piuttosto oscure, o perché perdute, o perché improntate a un gusto gotico tradizionale che si fa fatica ad abbinare ai lavori della maturità, con attribuzioni ancora discusse. Come i pressoché coetanei Masaccio e Beato Angelico, le prime opere indipendenti dovettero datarsi agli anni venti. Farebbe eccezione, secondo Ugo Procacci, un tabernacolo in zona Lippi e Macia (Novoli, Firenze) che un'iscrizione antica datava al 1416 alla mano di Paolo Uccello: opera del tutto tardogotica, in cui si possono cogliere alcune affinità con lo Starnina.
In alcune primissime Madonne dall'attribuzione più condivisa (quella di casa del Beccuto, oggi al Museo di San Marco, o Madonna Martello, a Fiesole) si nota un gusto per la linea falcata, tipicamente gotica, a cui si accosta però un innovativo sforzo verso la resa più espressiva dei protagonisti, con sottili accenti umorali e ironici, pressoché inediti nella solenne arte sacra fiorentina.
Appare evidente come la famiglia della madre dovette avere un ruolo attivo nell'entrata del ragazzo nella scena artistica locale. Oltre alla già citata Madonna affrescata nella loro abitazione, per il "dirimpettaio" Paolo Carnesecchi, che aveva le sue case accanto a quelle dei Del Beccuto, Paolo eseguì una perduta Annunciazione e quattro profeti in una cappella di Santa Maria Maggiore, opera che il Vasari vide e definì scorciata in maniera "nuova e difficile in que' tempi". Altre opere di quei tempi, oggi perdute, furono una nicchia nello Spedale di Lelmo con Sant'Antonio abate tra i santi Cosma e Damiano e due figure nel monastero di Annalena.
Non è chiaro se partecipò alle prime storie ad affresco nel Chiostro Verde di Santa Maria Novella, dove invece lavorò con certezza negli anni seguenti. In queste lunette, oggi attribuite per lo più ad artisti anonimi, si nota un certo "ghibertismo", con figure arcuate, dalle ondulazioni fluenti e mobili, che alcuni studiosi indicano di ambito compatibile con quello di Paolo Uccello.

### Il viaggio a Venezia
Tra il 1425 e il 1431 soggiornò a Venezia: si tratta di anni fondamentali, durante i quali Masaccio affrescava la Cappella Brancacci a Firenze, che tanto influsso avrebbe esercitato sui giovani pittori fiorentini, eclissando velocemente il recente traguardo tardogotico della  Pala Strozzi di Gentile da Fabriano (1423). Con la strada spianata dall'aiuto di un facoltoso parente, Deo di Deo del Beccuto che gli fece da procuratore, dall'alleanza tra le repubbliche fiorentina e veneziana e, non ultimo, dalla recente presenza in laguna del suo maestro Ghiberti (inverno 1424-1425), Paolo Uccello raggiunse dunque la capitale veneta, dove restò per sei o sette anni. Prima di partire, come consueto, fece testamento, il 5 agosto 1425.
Quel poco che si sa di questi anni è legato alla testimonianza di una lettera a Pietro Beccanugi (ambasciatore fiorentino accreditato presso la Serenissima) dell'Opera del Duomo fiorentina datata 23 marzo 1432, in cui si chiede conto e referenza su Paolo di Dono, "magistro musayci", che aveva realizzato un San Pietro per la facciata della basilica di San Marco (opera perduta, che si intravede però nel telero di Gentile Bellini con la Processione in piazza San Marco, del 1496).  Gli vengono attribuite oggi, con prudenza, alcune tarsie marmoree per il pavimento basilicale. Roberto Longhi e Pudelko gli hanno riferito anche il disegno dei mosaici della Visitazione, Nascita e Presentazione al Tempio della Vergine della Cappella dei Mascoli in San Marco, eseguiti da Michele Giambono: le tre scene, attribuite dalla maggior parte della critica al disegno di Andrea del Castagno, attivo qualche anno dopo in città, presentano un disegno prospettico di una certa complessità.
Nel 1427 era sicuramente a Venezia, mentre qualche anno dopo, nell'estate del 1430, è possibile che abbia visitato Roma, assieme a due ex-allievi, come lui, di Ghiberti, Donatello e Masolino da Panicale. Con quest'ultimo forse collaborò al perduto ciclo di Uomini illustri in palazzo Orsini, oggi noto tramite una copia in miniatura di Leonardo da Besozzo. L'ipotesi si basa comunque solo su congetture, legate all'attrazione di artisti all'epoca del rinnovamento di Roma promosso da Martino V.
L'esperienza veneziana accentuò la sua propensione a rappresentare evasioni fantastiche, ispirate probabilmente ai perduti affreschi di Pisanello e Gentile da Fabriano in Palazzo Ducale, ma lo allontanò da Firenze durante un periodo cruciale per gli sviluppi artistici.
Alcuni riferiscono a questo periodo l'Annunciazione di Oxford e il San Giorgio e il drago di Melbourne.

### Il rientro a Firenze

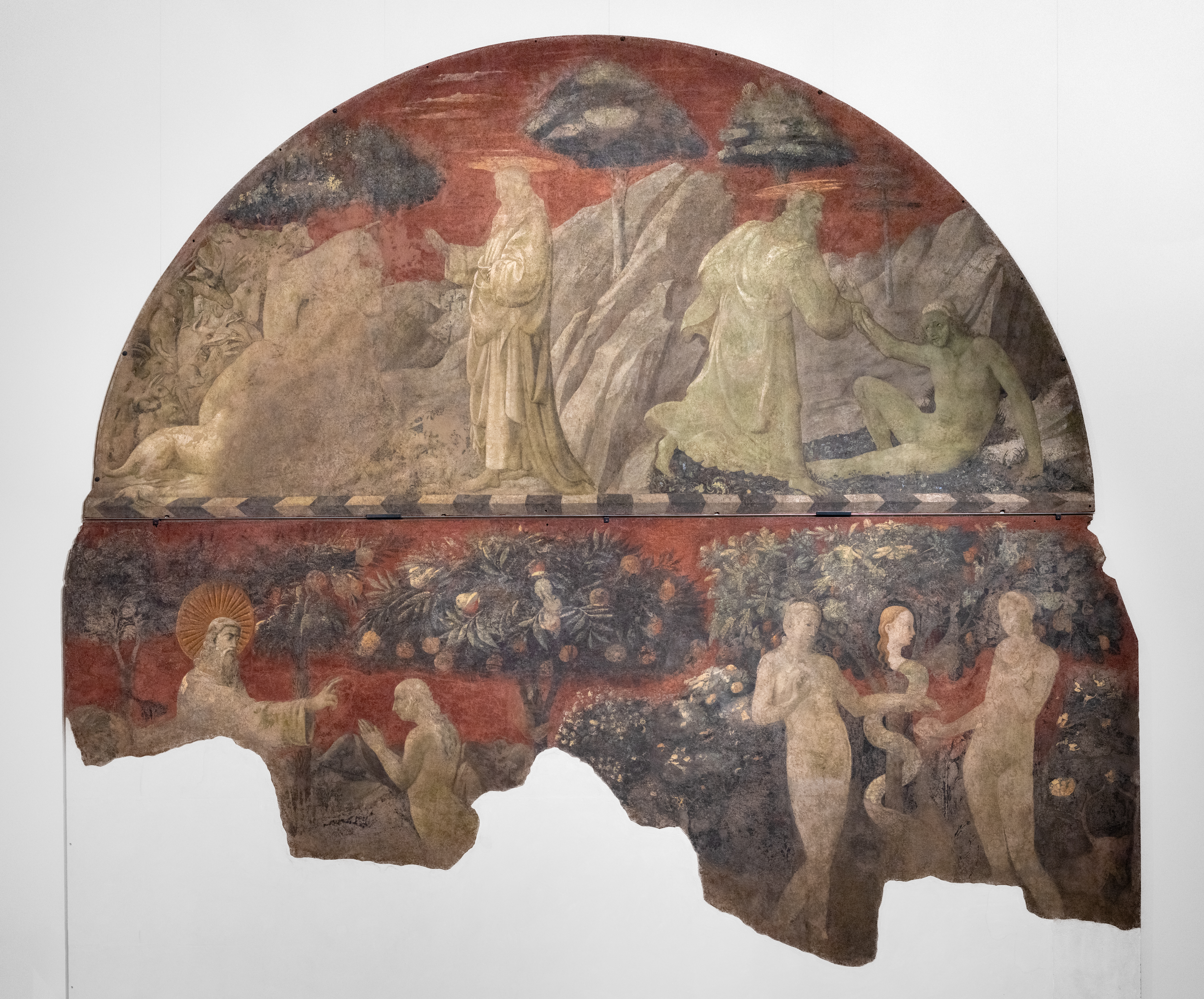
Storie della Genesi, Chiostro Verde

Nel 1431 ritornò in patria, dove trovò i colleghi di gioventù alla bottega di Ghiberti ormai lanciati verso una carriera affermata, quali Donatello e Luca della Robbia, a cui si affiancano due frati già pienamente coscienti della portata della rivoluzione masaccesca, quali Fra Angelico e Filippo Lippi.
I committenti fiorentini dovettero mostrare una certa diffidenza verso l'artista rimpatriato, come testimonia la lettera di referenze spedita a Venezia degli Operai del Duomo del 1432, di cui si è già accennato. Al 1431 è riferito il lunettone con la Creazione degli animali e creazione di Adamo e il riquadro sottostante della Creazione di Eva e Peccato originale nel Chiostro verde di Santa Maria Novella, in cui si può cogliere in alcuni particolari l'influenza di Masolino (la testa del serpente nel Peccato originale), mentre la severa figura del Padre Eterno ricorda Ghiberti. L'opera dimostra però anche un primo contatto con le novità, in particolare di Masaccio, soprattutto nell'ispirazione per il corpo nudo di Adamo, pesante e monumentale, nonché anatomicamente proporzionato. In generale si manifesta già quella tendenza geometrizzante dell'artista, con le figure inscrividbili in cerchi e altre forme geometriche, fusa con reminiscenze tardogotiche, quali l'insistenza decorativa dei dettagli naturalistici. L'artista lavorò poi sicuramente a una seconda, più nota lunetta (Diluvio e recessione delle acque e Storie di Noè) nel 1447-1448.
Forse una certa ostilità in patria lo portò per un breve periodo a Bologna, dove realizzò una grandiosa Adorazione del Bambino nella chiesa di San Martino, nei cui frammenti superstiti si legge oggi un rapido e inequivocabile adeguamento ai volumi saldi e alla ricerca prospettica di stampo masaccesco. Sulla base della data iscritta scarsamente leggibile, c'è chi riferisce però quest'opera al 1437.
Nei primi anni trenta lavorò a delle Storie francescane nella basilica di Santa Trinita a Firenze, di cui resta solo una sciupatissima scena delle Stimmate di san Francesco sopra la porta sinistra in controfacciata.
Nel 1434 acquistò casa a Firenze, testimoniando la sua volontà di lavorare e affermarsi nel panorama cittadino.
Nel 1435 Leon Battista Alberti pubblicava il De pictura, trattato che portò, in maniera diretta o indiretta, Paolo Uccello e numerosi altri artisti a un decisivo balzo in avanti nel campo delle sperimentazioni più peculiarmente rinascimentali, mettendo in secondo piano il gusto e gli stilemi tardogotici: ai pittori veniva richiesta coerenza, verosimiglianza e senso dell'armonia, all'insegna di una "narrativa ornata" che presto divenne la norma estetica dominante. A queste nuove istanze Paolo Uccello accostò comunque sempre il suo gusto personale elegante e astratto, derivato dall'esempio di Ghiberti.

### Prato

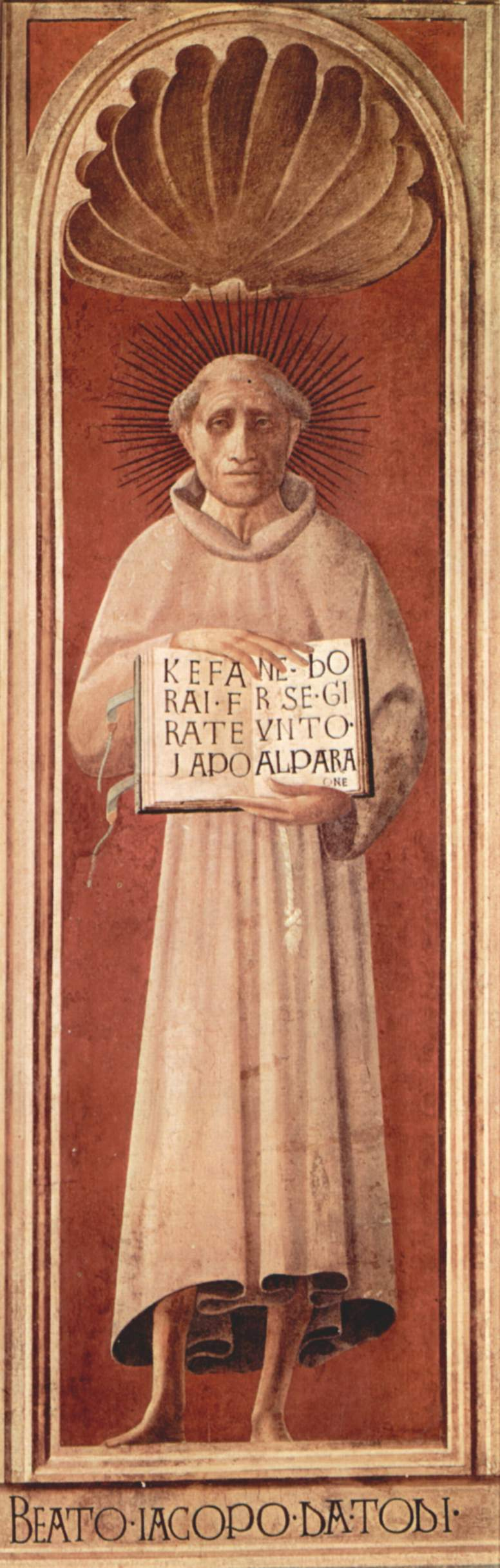
Beato Jacopone da Todi

Il 26 novembre 1435 il lanaiolo e mercante pratese Michele di Giovannino di Sandro, sessantaquattrenne, dettava il suo testamento, disponendo fondi per fondare e decorare una cappella dedicata all'Assunta nel Duomo di Prato, spianando anche la strada al fratello sacerdote, che ne sarà il primo rettore.
Fu chiamato a decorare le tre pareti della cappella Paolo Uccello, che dovette iniziare l'impresa tra l'inverno 1435 e la primavera del 1436. A Paolo Uccello spettano una parte delle Storie della Vergine (Natività di Maria e Presentazione di Maria al Tempio) e delle Storie di santo Stefano (Disputa di santo Stefano e Martirio di santo Stefano, tranne la metà inferiore), oltre a quattro santi entro nicchie sui fianchi dell'arcone (San Girolamo, San Domenico, San Paolo e San Francesco) e il toccante Beato Jacopone da Todi sulla parete dietro l'altare, oggi staccato e conservato presso il Museo dell'Opera del Duomo di Prato. Si tratta di una presenza rara (le sue spoglie erano state ritrovate appena nel 1433) e dalla forte connotazione francescana, probabilmente per la personale devozione del committente che nella sua vita era stato condannato e imprigionato più volte per debiti, a suo dire senza colpa.
Particolarmente significativa è la vertiginosa scalinata nella Presentazione di Maria al Tempio, dove si vede la veloce maturazione delle capacità di rappresentare elementi complessi nello spazio, anche se ancora non sono presenti i virtuosismi di pochi anni dopo. Già il contemporaneo Antonio Manetti, nella sua biografia di Filippo Brunelleschi, aveva incluso Paolo Uccello tra gli artisti che ebbero una conoscenza immediata degli esperimenti prospettici del grande architetto. Da allora prendeva il via, nella letteratura successiva, la fama di Paolo come maestro che "intese bene la prospettiva", ad esempio già negli scritti di Cristoforo Landino del 1481.
Negli affreschi di Prato un certo isolamento metafisico degli edifici, la gamma cromatica fredda e brillante e soprattutto il curioso repertorio di fisionomie strampalate disseminate nelle storie e nei ondi dei partiti decorativi fanno emergere un'indole stravagante, originale e amante delle irregolarità.
L'attribuzione degli affreschi pratesi non è certa: Pudelko parlò più prudentemente di un Maestro di Karlsruhe, Mario Salmi li riferiva al Maestro di Quarate, mentre John Pope-Hennessy parlò di un "Maestro di Prato".
Entro il 1437 il lavoro a Prato è ritenuto concluso, per la presenza di un trittico alla galleria dell'Accademia di Firenze datato in quell'anno, che cita espressamente il San Francesco di Paolo. Non è chiaro perché l'artista lasciò la città prima della fine del ciclo (completato poi da Andrea di Giusto), forse per la stipula, nel 1436, di un più attraente contratto con l'Opera del Duomo di Firenze.
Stilisticamente vicini agli affreschi sono la Santa monaca con due fanciulle della Collezione Contini Bonacossi, la Madonna col Bambino della National Gallery of Ireland e la Crocifissione del Museo Thyssen-Bornemisza di Madrid.

### Grandi commissioni

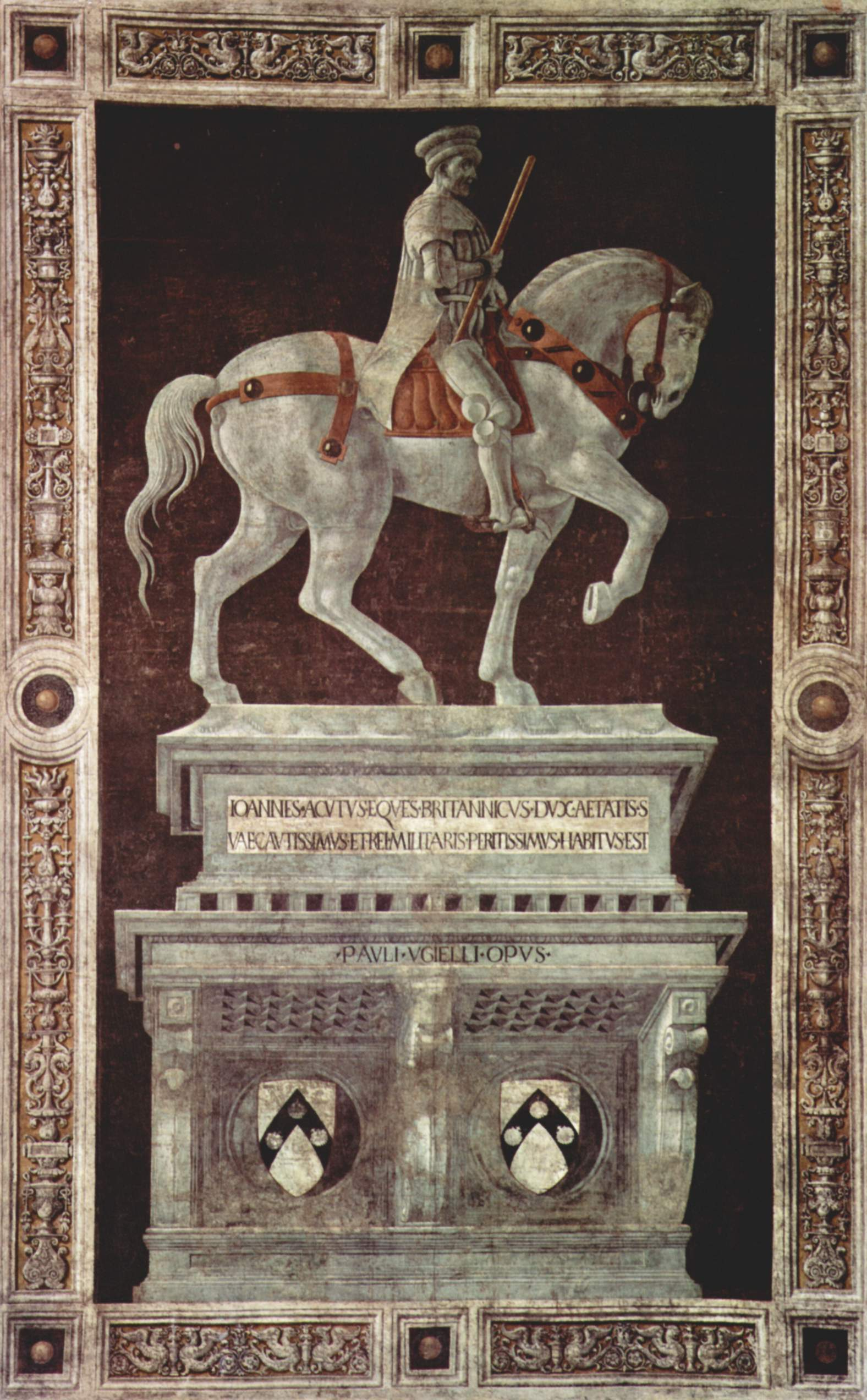
Monumento equestre a Giovanni Acuto, Firenze, Santa Maria del Fiore

Il ciclo pratese venne improvvisamente lasciato incompiuto (sarà poi Andrea di Giusto a portarlo a termine), probabilmente perché imprese ben maggiori per prestigio e guadagno gli erano state nel frattempo offerte. Tornato infatti a Firenze fu impegnato soprattutto nel cantiere di Santa Maria del Fiore, attivissimo in vista dell'inaugurazione della cupola e della solenne consacrazione alla presenza di papa Eugenio IV.
Nel 1436 vi affrescò il monumento equestre al condottiero Giovanni Acuto (John Hawkwood), eseguito in soli tre mesi e firmato con il suo nome sul basamento della statua. L'opera è a monocromo (o verdeterra), usato per dare l'impressione di una statua bronzea. Vi impiegò due diversi impianti prospettici, uno per la base e uno frontale per il cavallo ed il cavaliere. Le figure risultano curate, auliche, ben trattate volumetricamente tramite un'abile stesura di luci e ombre col chiaroscuro.  A quello stesso periodo dovette risalire il perduto ciclo in terra verde con le Storie di san Benedetto in Santa Maria degli Angeli.
In quest'opera si firmò, per la prima volta, come "Pavli Vgielli": non è chiaro in quale circostanze avesse adottato quello che sembra un semplice soprannome come nome vero e proprio, non ultimo in una commissione pubblica di grande importanza e visibilità. Alcuni hanno anche messo in relazione questa scelta con un possibile legame con la famiglia bolognese degli Uccelli.
Nel 1437 fece infatti un viaggio a Bologna, ove resta l'affresco della Natività nella prima cappella di sinistra della chiesa di San Martino.
Tra il 1438 e il 1440 (ma alcuni storici pongono la data nel 1456) realizzò i tre dipinti che celebrano la Battaglia di San Romano, nella quale i fiorentini, guidati da Niccolò Mauruzi da Tolentino sconfissero i senesi nel 1432. I tre pannelli, esposti fino al 1784 in una sala del palazzo Medici di via Larga, a Firenze, sono oggi dispersi separatamente in tre fra i più importanti musei d'Europa: la National Gallery di Londra (Niccolò da Tolentino alla testa dei fiorentini), gli Uffizi (Disarcionamento di Bernardino della Ciarda) e il Louvre di Parigi (Intervento decisivo a fianco dei fiorentini di Michele Attendolo), quest'ultimo forse realizzato in un momento successivo e firmato dall'artista. L'opera venne preparata con cura e restano vari disegni con cui l'artista studiò costruzioni geometriche in prospettiva particolarmente complesse: ne restano oggi sia agli Uffizi che al Louvre e si pensa che in questo studio fu probabilmente aiutato dal matematico Paolo Toscanelli.
Nel 1442 abbiamo il primo documento che attesta l'esistenza di una sua bottega.
Tra il 1443 e il 1445 eseguì per il Duomo di Firenze il quadrante del grande orologio della controfacciata e i cartoni per due delle vetrate della cupola (Resurrezione, eseguita dal vetraio Bernardo di Francesco, e Natività, realizzata da Angelo Lippi).

### Padova e rientro
Nel 1445 venne chiamato a Padova da Donatello, e qui realizzò nel palazzo Vitaliani affreschi con Giganti in terra verde oggi perduti; essi vennero stimati in "grandissimo conto" da Andrea Mantegna, che forse vi si ispirò per le Storie di san Cristoforo nella Cappella Ovetari. Tornò a Firenze l'anno successivo.

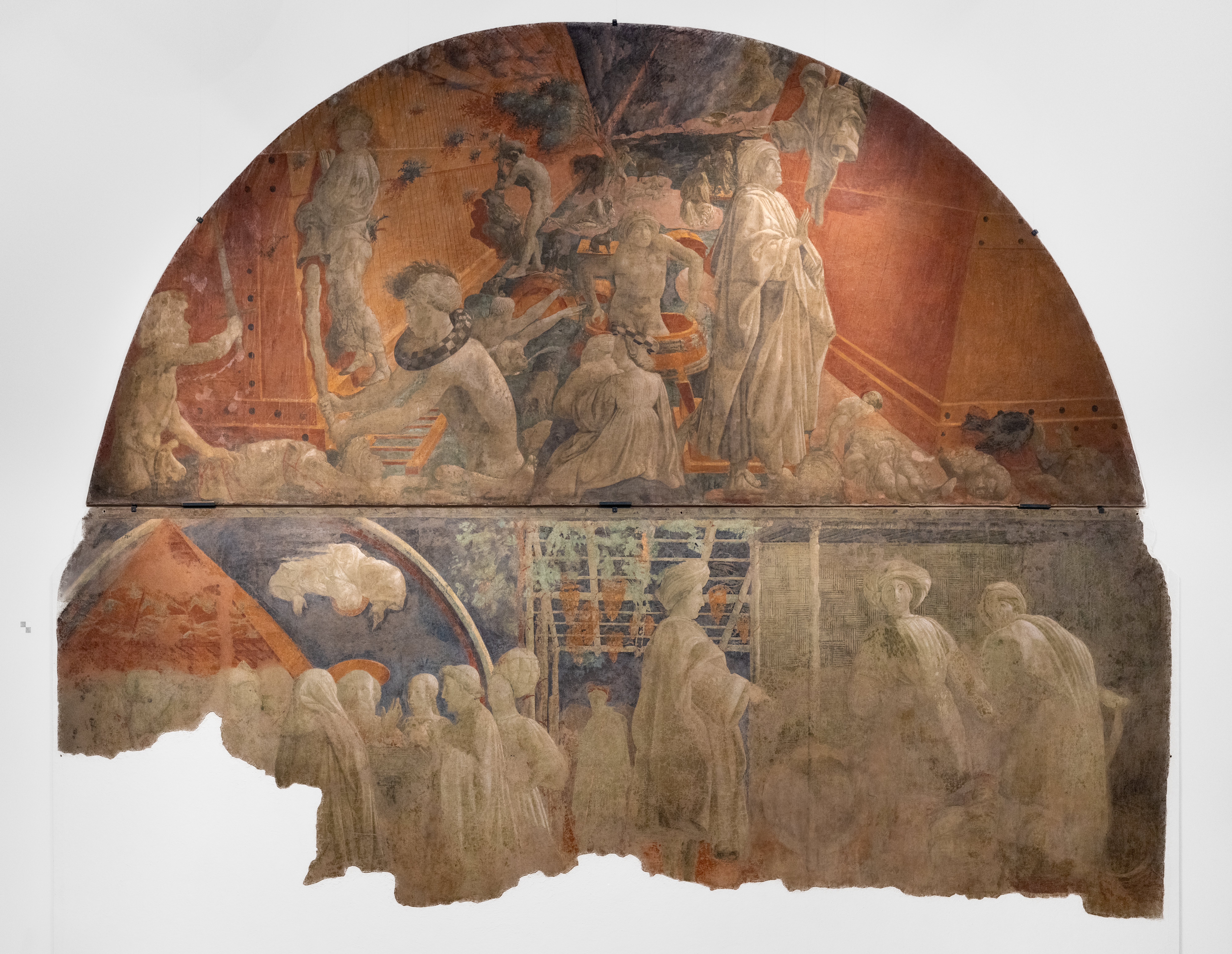
Diluvio e recessione delle acque, Chiostro verde di Santa Maria Novella

Verso il 1447-1448 Paolo Uccello si trovava nuovamente impegnato negli affreschi nel Chiostro verde di Santa Maria Novella, in particolare nella lunetta con il Diluvio e recessione delle acque, nel quale si vede Noè uscire dall'arca, e sotto il pannello con il Sacrificio e Ebbrezza di Noè. Nella lunetta adottò un duplice punto di fuga incrociato che accentuava, insieme all'irrealtà dei colori, la drammaticità dell'episodio: a sinistra si vede l'arca all'inizio del diluvio, a destra dopo il diluvio; Noè è presente sia nell'atto di prendere il ramoscello di ulivo, sia sulla terra ferma. Le figure diventano più piccole allontanandosi, e l'arca sembra arrivare all'infinito. Nei nudi si avvertiva l'influsso delle figure di Masaccio, mentre la ricchezza dei dettagli risentiva ancora del gusto tardogotico.
In quegli stessi anni, per il chiostro dello Spedale di San Martino della Scala affrescò una lunetta con la Natività, oggi molto rovinata e nei depositi degli Uffizi assieme alla relativa sinopia: soprattutto in quest'ultima si rileva l'attenzione riservata dall'artista alla costruzione prospettica, con una definizione invece molto sommaria delle figure, che poi si trovano in altre posizioni nella versione finale.
Nel 1447–1454 circa attese agli affreschi con Storie dei santi eremiti nel chiostro di San Miniato, solo in parte conservati. Nel 1450 è documentato un tabernacolo in San Giovanni e nel 1452 un dipinto col Beato Andrea Corsini nel Duomo di Firenze, opere entrambe perdute.

Databile tra il 1450 e il 1475 è la tavola con la Tebaide, tema largamente diffuso in quegli anni, e custodita alla Galleria dell'Accademia di Firenze. Al 1450 circa è attribuito anche il piccolo trittico con la Crocifissione, custodito al Metropolitan Museum of Art di New York, probabilmente realizzato per una cella del convento di Santa Maria del Paradiso a Firenze.

Paolo Uccello, Particolare con San Giorgio da San Giorgio e il drago, Londra, National Gallery

Sposò Tommasa Malifici nel 1452 da cui ebbe due figlie, di cui Antonia, monaca carmelitana che è ricordata per le sue doti pittoriche ma delle cui opere non è rimasta traccia. Antonia è forse la prima pittrice fiorentina ricordata dalle cronache. Di quell'anno è la tavola con un'Annunciazione oggi perduta di cui si conserva la predella con Cristo in pietà tra la Madonna e san Giovanni evangelista nel Museo di San Marco a Firenze. Al 1455 circa risale la tavola con San Giorgio e il drago della National Gallery di Londra.
Tra il 1455 e il 1465 realizzò per la pala della chiesa di San Bartolomeo (prima detta di San Michele Arcangelo) a Quarate, della quale resta solo la predella composta di tre scene con la Visione di san Giovanni a Patmos, l'Adorazione dei Magi e i Santi Giacomo il Maggiore e Ansano, custodita nel Museo diocesano di Santo Stefano al Ponte di Firenze.
Nel 1465 eseguì per Lorenzo di Matteo Morelli, una tavola con San Giorgio e il drago (Parigi, Museo Jacquemart André) e l'affresco con l'Incredulità di san Tommaso sulla facciata della chiesa di San Tommaso nel Mercato Vecchio (perduto).

### I ritratti
Ampiamente dibattuta è l'origine di un nucleo di ritratti di profilo di area fiorentina, databili al primo Rinascimento. In queste opere, in cui si notano mani diverse, si è provato a riconoscervi la mano ora di Masaccio, ora di Paolo Uccello, ora di altri. Sebbene si tratti probabilmente dei più antichi ritratti indipendenti di scuola italiana, al totale assenza di riscontri documentari impedisce una precisa attribuzione. A Paolo Uccello in particolare è talvolta riferito il delicato Ritratto femminile del Metropolitan Museum, i cui tratti ricorderebbero quelli delle principesse salvata dal drago nelle tavole dell'Uccello (ma oggi si propende per un seguace dell'artista), o il Ritratto di giovane del Musée des Beaux-Arts di Chambéry, dalla cromia ridotta sui toni del rosso e del bruno, come in altre tavole dell'artista.

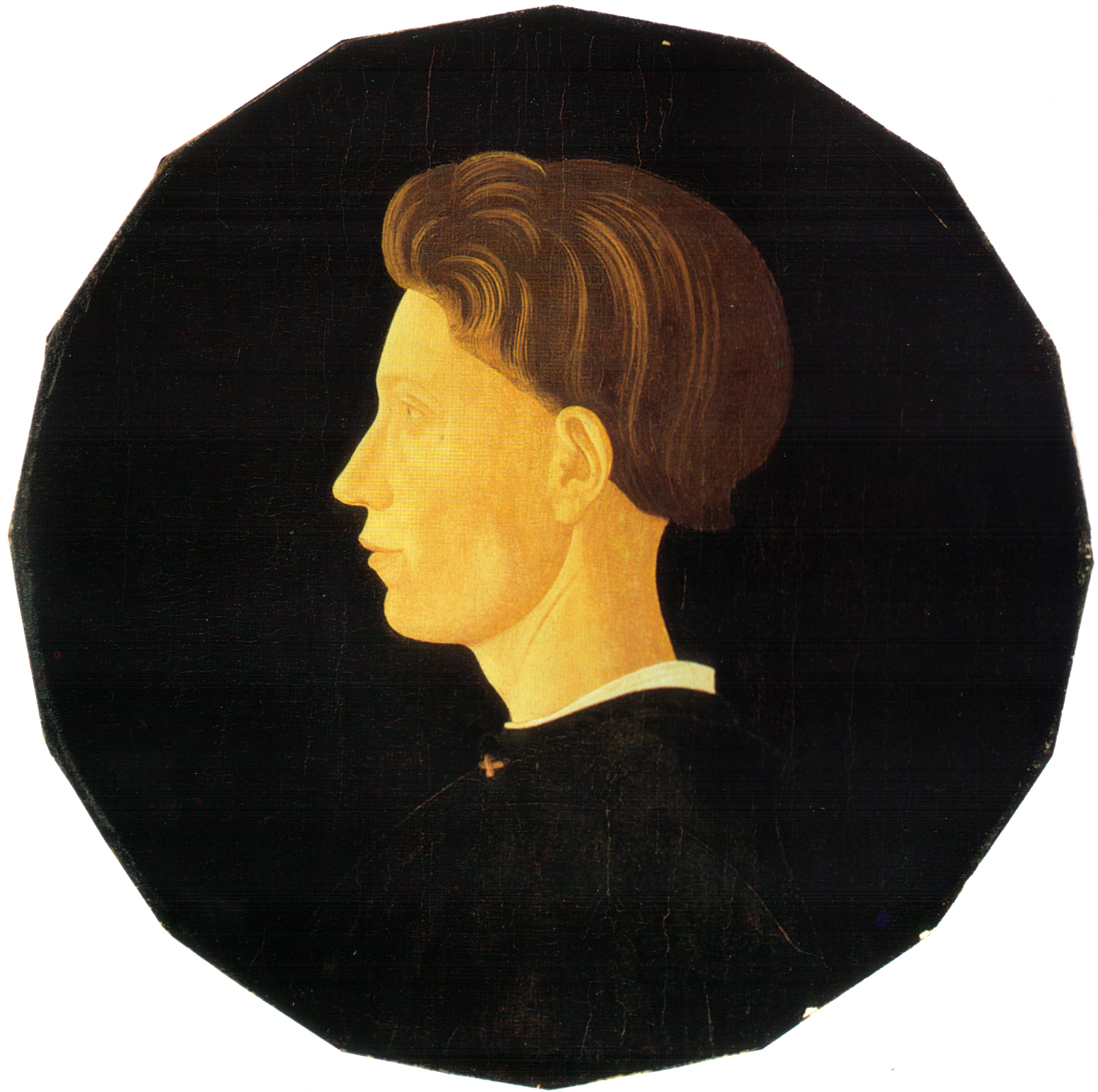
Ritratto di giovane, Indianapolis Museum of Art

### Urbino e ultimi anni

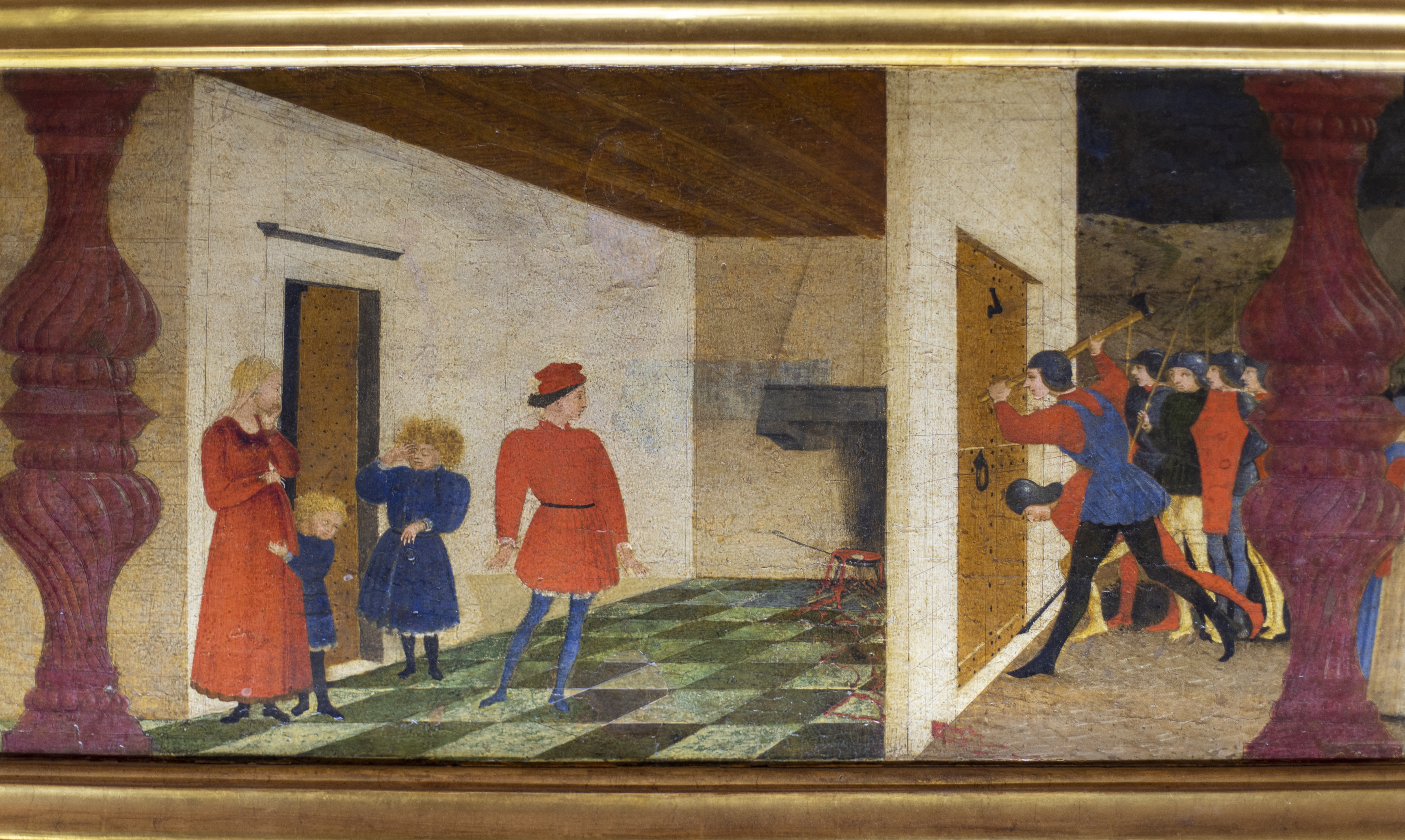
Pannello della predella dell'Ostia profanata

In età ormai avanzata Paolo Uccello venne invitato da Federico da Montefeltro a Urbino, dove soggiornò dal 1465 al 1468, venendo coinvolto nella decorazione di Palazzo Ducale. Qui resta la predella con il Miracolo dell'Ostia profanata, commissionatagli dalla Compagnia del Corpus Domini, che venne poi completata da una grande pala di Giusto di Gand.
Probabilmente a questi anni appartiene la tavola con la Caccia notturna dell'Ashmolean Museum di Oxford.
Tra la fine dell'ottobre e gli inizi di novembre del 1468 Paolo era di nuovo a Firenze. Vecchio e ormai incapace di lavorare, resta la sua portata al catasto del 1469, in cui scrisse: «truovomi vecchio e sanza usamento e non mi posso esercitare e la mia donna è inferma».
L'11 novembre 1475, probabilmente malato, fece testamento e morì il 10 dicembre 1475, venendo sepolto in Santo Spirito, il 12 dicembre.
Lasciò molti disegni, fra cui tre agli Uffizi con studi prospettici. In questo studio l'artista fu probabilmente affiancato dal matematico Paolo Toscanelli.

## Stile
La caratteristica più appariscente delle opere della maturità di Paolo Uccello è l'ardita costruzione prospettica, che però, a differenza di Masaccio, non serve a dare ordine logico alla composizione, entro uno spazio finito e misurabile, ma piuttosto a creare scenografie fantastiche e visionarie, in spazi indefiniti. Il suo orizzonte culturale restò sempre legato alla cultura tardogotica, anche se interpretata con originalità.
Le opere della maturità sono contenute in una gabbia prospettica logica e geometrica, dove le figure sono considerate volumi, collocati in funzione di rispondenze matematiche e razionali, dove sono esclusi l'orizzonte naturale e quello dei sentimenti. L'effetto, ben percepibile in opere come la Battaglia di San Romano è quello di una serie di manichini che impersonano una scena con azioni congelate e sospese, ma proprio da questa imperscrutabile fissità nasce il carattere emblematico e onirico della sua pittura.
L'effetto fantastico è accentuato anche dall'uso di cieli e sfondi scuri, su cui risaltano luminose le figure, bloccate in posizioni innaturali.

## Fortuna critica
Vasari nelle Vite lodò la perfezione a cui Paolo Uccello aveva condotto l'arte della prospettiva, ma lo rimproverò di esservi dedicato "fuori misura", tralasciando lo studio della resa di figure umane e animali: «Paulo Uccello sarebbe stato il più leggiadro e capriccioso ingegno che avesse avuto, da Giotto in qua, l'arte della pittura se egli si fusse affaticato tanto nelle figure et animali, quanto egli si affaticò e perse tempo nelle cose di prospettiva».
Questa limitata visione critica venne difatti ripresa da tutti gli studiosi successivi fino al Cavalcaselle, che, sottolineando come lo studio scientifico della prospettiva non impoverisce l'espressione artistica, dette il via a una comprensione dell'arte di Paolo Uccello più completa e ragionata.
Tra gli studi successivi un problema spesso affrontato è stato quello dell'interpretazione della prospettiva frammentaria di alcune opere, secondo alcuni, come Alessandro Parronchi, legato a una "non accettazione del sistema riduttivo della costruzione con punti di distanza applicata esemplarmente dall'architetto [Brunelleschi] nelle sue tavolette sperimentali". Forse però è più corretto parlare di una interpretazione personale di tali principi, piuttosto che di una vera e propria opposizione, all'insegna di un maggiore senso "astratto e fantastico" (Mario Salmi). Per Paolo la prospettiva rimase sempre uno strumento per collocare le cose nello spazio e non per rendere le cose reali, come è specialmente evidente in opere come il Diluvio Universale. Mantenendosi a metà strada tra mondo tardogotico e novità rinascimentali, Paolo Uccello fuse "antiche idealità e nuovi mezzi d'indagine" (Parronchi).

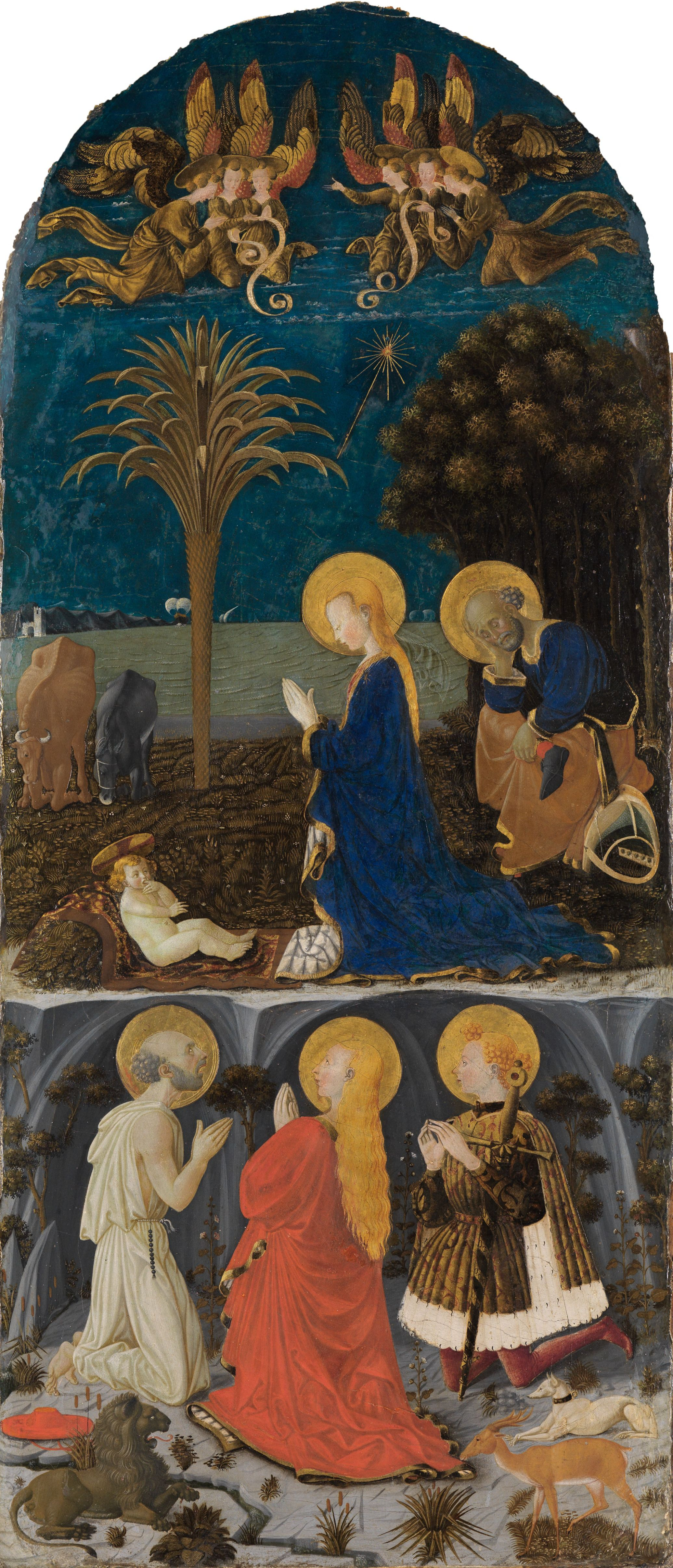
Adorazione del Bambino con i santi Girolamo, Maddalena ed Eustachio, Staatliche Kunsthalle di Karlsruhe

### Il Maestro di Karlsruhe, di Prato o di Quarate
La critica del primo Novecento, riscontrando una certa discontinuità stilistica nel gruppo di opere riferite o riferibili a Paolo Uccello, ipotizzò spesso l'esistenza di allievi, a cui diede vari nomi convenzionali, riferendo loro piccolo gruppi di lavori, oggi in genere tutti riferiti, di nuovo, al maestro. Essi sono il "Maestro di Karlsruhe", prendendo come opera eponima l'Adorazione del Bambino coi santi Girolamo, Maddalena ed Eustachio (Georg Pudelko), il "Maestro di Prato" (affreschi della Cappella dell'Assunta, per Pope-Hennessy) o il "Maestro di Quarate" (per la predella di Quarate, secondo Mario Salmi). Pur nelle differenze riscontrabili tra le varie opere, esse appaiono legate da caratteristiche omogenee.
Sarebbe dopotutto alquanto improbabile, come sottolineò Luciano Berti, che di un maestro del peso e della fama di Paolo Uccello non ci fossero giunte che le opere maggiori, e che tutte quelle minori siano di un fortunato scolaro di cui, invece, non si sia conservata nessuna opera maggiore. Inoltre ogni lavoro, anche quello più passante, mostra una sua spiccata originalità, che è prerogativa del maestro, e non di un imitatore. Per tutte queste ragioni si propende a ricondurre tutti questi alter ego alla figura unica del maestro, magari dislocando le varie opere in fasi e periodi diversi.

## Paolo Uccello nella letteratura
Paolo Uccello, assieme a Gioachino Rossini e Lev Tolstoj, è il soggetto di uno dei tre componimenti che formano i Poemi italici di Giovanni Pascoli, pubblicati un anno prima della morte del poeta nel 1911. Il poemetto Paulo Ucello, una scena di dieci capitoli dove Paolo dipinge l'usignolo che non può comprare, è una celebrazione del potere escapistico dell'arte e una sfida a riprodurre in poesia lo stile fiorito e descrittivo del pittore fiorentino.
Marcel Schwob gli dedica un capitolo del suo libro Vite Immaginarie (1896) in cui immagina Paolo Uccello immerso nella contemplazione e scomposizione del mondo in semplici linee e cerchi tanto dal distaccarsi del tutto da ogni percezione dai fenomeni terreni della vita e della morte.

## Opere

Caccia notturna, Ashmolean Museum, Oxford

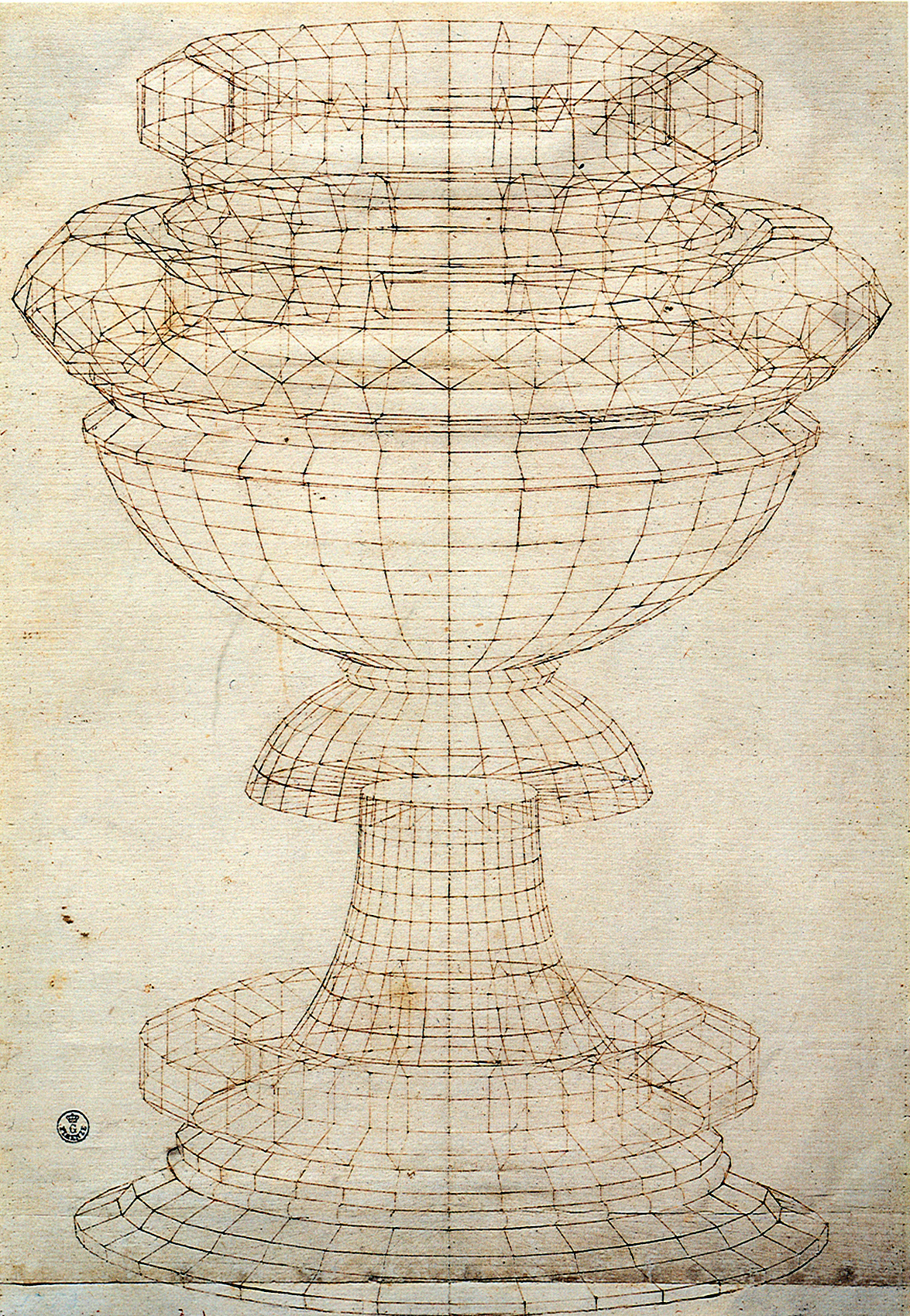
Studio di prospettiva

- Madonna col Bambino, 1420 circa, tempera su tavola, 67x46 cm, Fiesole, collezione Martello
- Annunciazione e quattro profeti (perduta), 1420-1425 circa, già a Firenze, chiesa di Santa Maria Maggiore
- Sant'Antonio abate tra i santi Cosma e Damiano (perduto), 1420-1425 circa
- Madonna Del Beccuto, 1420-1425 circa, affresco staccato, 90x102 cm, Firenze, Museo di San Marco
- Creazione e Peccato originale, 1420-1425 circa, 488x478 cm, lunetta e riquadro inferiore, Firenze, Santa Maria Novella, Chiostro Verde
- Crocifissione coi dolenti e due angeli, 1423 circa, tempera e oro su tavola, 60,5x33,5 cm, collezione privata
- San Giorgio e il drago, 1423-1425 circa, tempera e oro su tavola, Melbourne, National Gallery of Victoria
- Annunciazione, 1425 circa, tempera e oro su tavola, Oxford, Ashmolean Museum
- San Pietro (perduto), 1425-1430 circa, mosaico, già a Venezia, basilica di San Marco
- Stimmate di san Francesco (frammentario), 1431-1434 circa, affresco, Firenze, basilica di Santa Trinita
- Ritratto di giovane, 1431-1436 circa, tempera su tavola, diam. 61,6 cm, Indianapolis, Indianapolis Museum of Art
- Predella di Quarate, 1433 circa, tempera su tavola, 20,5x178 cm, Firenze, Museo diocesano di Santo Stefano al Ponte
- Madonna col Bambino, 1433-34 circa, 46x31 cm, Stati Uniti, collezione Alana.
- Affreschi nella Cappella dell'Assunta, 1434–1435 circa, Prato, Duomo

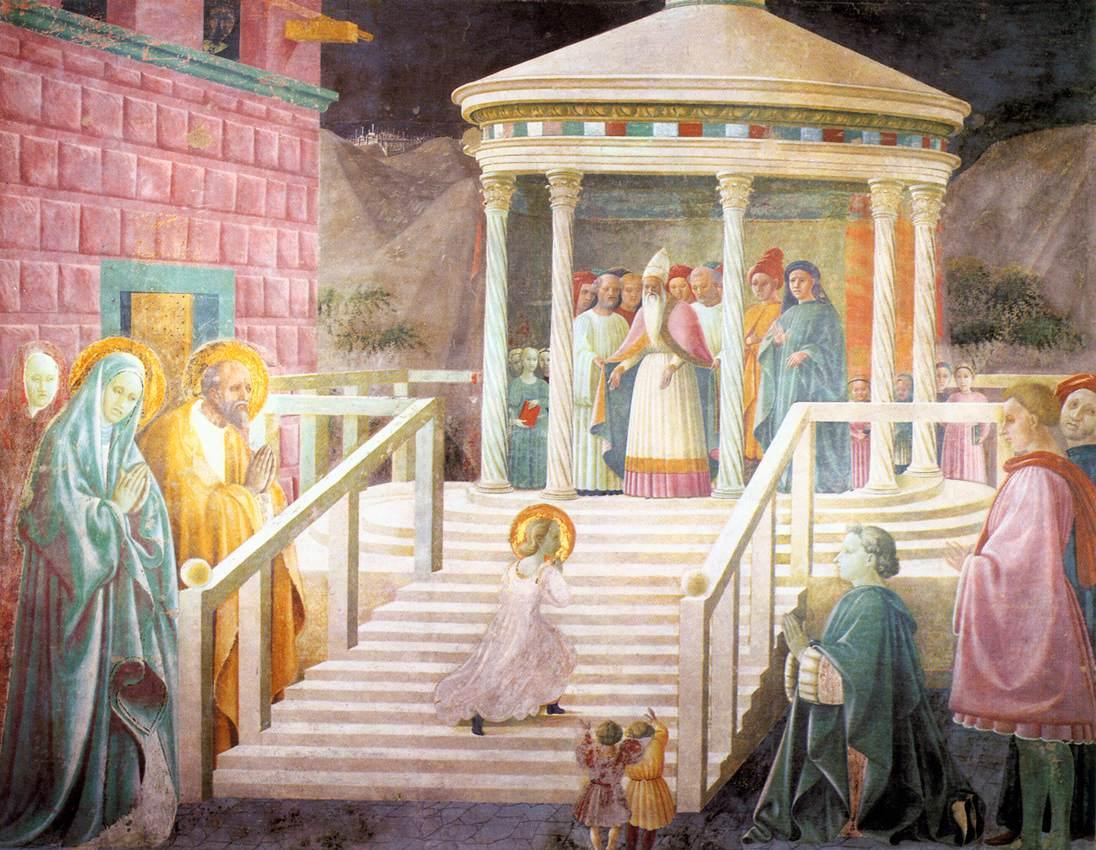
Cappella dell'Assunta (Prato)

- Beato Jacopone da Todi, 1434-1435 circa, affresco staccato, 181x59 cm, Prato, Museo dell'Opera del Duomo
- Santa monaca con due fanciulle, 1434–1435 circa, tempera su tavola, 79x35 cm, Firenze, Galleria degli Uffizi
- Madonna col Bambino, due angeli e san Francesco, 1435-40 circa, 59,7x45,1 cm, Allentown Art Museum
- Adorazione del Bambino con i santi Girolamo, Maddalena ed Eustachio, 1436 circa, tempera su tavola, 111x48,5 cm, Karlsruhe, Staatliche Kunsthalle
- Monumento funebre a Giovanni Acuto, 1436 circa, affresco, 820x515 cm, Firenze, Duomo
- Storie di Noè, 1436-1440 circa, affresco su lunetta e riquadro inferiore, 492x540 cm, Firenze, Santa Maria Novella, Chiostro Verde
- Storie di san Benedetto, 1436-1440 circa, perduto, già a Firenze, monastero di Santa Maria degli Angeli
- Adorazione del Bambino, 1437, affresco frammentario, 350x237 cm, Bologna, chiesa di San Martino
- San Giorgio e il drago, 1439–1440 circa, tempera su tavola, 52x90 cm, Parigi, Musée Jacquemart-André
- Ritratto di giovane, 1440 circa, Chambéry, Musée des Beaux-Arts
- Orologio con quattro profeti/evangelisti, 1443 circa, affresco, 460x460 cm, Firenze, Duomo
- Resurrezione, 1443, cartone per vetrata, diam. 468 cm, Firenze, Duomo
- Natività, 1443, cartone per vetrata, diam. 473 cm, Firenze, Duomo
- Annunciazione, 1443, cartone per vetrata, perduta
- Madonna col Bambino, 1445 circa, tempera su tavola, 57x33 cm, Dublino, National Gallery of Ireland
- Giganti a monocromo, 1445-1446, affreschi, perduti, già a Padova, palazzo Vitalini
- Natività di San Martino alla Scala, 1447 circa, affresco staccato, Firenze, Uffizi (depositi)
- Testa di uomo glabro con turbante, 1440 ca.,  disegno, Firenze, Gabinetto dei Disegni e Stampe
- Storie dei santi eremiti, 1447–1454 circa, Firenze, San Miniato al Monte
- San Giorgio e il drago, 1450-55 circa, tempera su tavola, 57x73 cm, Londra, National Gallery
- Un tabernacolo in zona San Giovanni, 1450 circa, perduto
- Trittico della Crocifissione, 1450 circa, tempera su tavola, 45,7x55,5 cm, New York, Metropolitan Museum of Art
- Battaglia di San Romano, 1450–1456 circa, tempera, oro e argento su tavola, composta da:
  - Niccolò da Tolentino alla testa dei fiorentini, 181,6x320 cm, Londra, National Gallery
  - Disarcionamento di Bernardino della Ciarda, 182x323 cm, Firenze, Galleria degli Uffizi
  - Intervento di Micheletto da Cotignola, 182x317 cm, Parigi, Musée du Louvre
- Madonna col Bambino (attr.), 1450-1460 circa, tempera su tavola, Berlino, Bode-Museum
- Beato Andrea Corsini, 1452, perduto, già nelle libreria del Duomo di Firenze
- Predella di Avane, 1452, tempera su tavola, 22x177 cm, Firenze, Museo di San Marco
- Crocifissione, 1457–1458 circa, tempera su tavola, 46x67 cm, Madrid, Museo Thyssen-Bornemisza
- Ritratto di giovane donna, 1460 circa, olio su tavola, 44,1x31,8 cm, Boston, Isabella Stewart-Gardner Museum
- Tebaide, 1460–1465 circa, tempera su tavola, 80x109 cm, Firenze, Galleria dell'Accademia
- Predella dell'Ostia Profanata, 1467–1468, tempera su tavola, 43x351 cm, Urbino, Galleria Nazionale delle Marche, Palazzo Ducale
- Caccia notturna, 1470 circa, tempera su tavola, 65x165 cm, Oxford, Ashmolean Museum

In passato gli era stata attribuita anche la tavola con Cinque maestri del Rinascimento fiorentino (Museo del Louvre, Parigi) di ignoto pittore fiorentino, datata tra la fine del XV secolo o i primi anni del XVI secolo.
Negli anni '20 del XX secolo, il critico d'arte Giuseppe Fiocco gli attribuì un affresco raffigurante San Biagio presente all'interno della Chiesa di San Gottardo ad Asolo (provincia di Treviso).